# Oxandra reticulata
Oxandra reticulata är en kirimojaväxtart som beskrevs av Paulus Johannes Maria Maas. Oxandra reticulata ingår i släktet Oxandra och familjen kirimojaväxter. Inga underarter finns listade i Catalogue of Life.